# 施朔
施 朔（し さく、生没年不詳）は、中国三国時代の呉の武将。豫州沛国の人。

## 生涯
施朔は呉に仕えるに及び住居を九江郡に移し、孫休の時代に武衛士であった。
太平3年（258年）、孫綝により孫亮が廃され、孫休が傀儡の皇帝に即位した。孫綝はこれまでも好き勝手に政治を裁断していたが、ある時、孫綝は孟宗を通して、地方に出て武昌に駐屯したいと願い出た。孫休はそれを許可するとともに、その配下の旗本の精兵たち1万余人のすべてに命じ、みな完全武装をさせ、彼らがこれまで使用していた武器庫の兵器も、みな彼らに給付させた。
それをみて、将軍の魏邈は「孫綝は、地方に出れば必ず変事を起こすでありましょう」と言い、武衛士の施朔もまた「孫綝が謀反をくわだてておること、証拠があります」と告発した。孫休は、ひそかに対策を側近の張布にたずね、張布は丁奉と共に朝会の席上、孫綝を誅殺する計画を練った。
同年（永安元年）12月、計画は実行され、孫綝の一族は皆殺しにされたという。
『三国演義』では、魏邈と施朔は、丁奉と共に孫綝の一族を捕える設定になっている。

## 一族
- 施岑 - 施朔の子。晋の道教の道士。道士の許遜に仕える西山十二真君[4]の一人。